# Matthew McGrory
Matthew McGrory (West Chester (Pensilvânia), 17 de maio de 1973 – Los Angeles, 8 de agosto de 2005) foi um ator estadunidense, que entrou para o livro do Guiness Book, como o ator mais alto (2,29 m), dos pés mais grandes e dedos mais largos.
Quando completou o jardim de infância, Matthew já possuía 1,5 m de altura. Ele chegou a estudar justiça criminal na West Chester University of Pennsylvania.
O gigantismo de Matthew o fez fazer aparições no programa de Howard Stern, a partir de dezembro de 1996. Ele também apareceu no The Oprah Winfrey Show  e nos videoclipes "The Wicker Man (da banda Iron Maiden) e "Coma White" (da banda Marilyn Manson).
Devido à sua altura e voz profunda, ele foi convidado para atuar em diversos filmes, interpretando sempre o papel do gigante ou do homem mais alto. Ele participou de Bubble Boy, Big Fish, House of 1000 Corpses e The Devil's Rejects. Na televisão, fez aparições nos seriados Malcolm in the Middle, Charmed e Carnivàle.
Matthew McGrory morava em Sherman Oaks, na Califórnia, com a namorada Melissa. Ele morreu em 2005, aos 32 anos de idade, vítima de uma insuficiência cardíaca. Na época de sua morte, ele estava gravando um filme sobre a vida do lutador André the Giant. 